# Арзе
Арзе (фр. Arzay) насеље је и општина у источној Француској у региону Рона-Алпи, у департману Изер која припада префектури Вјен.
По подацима из 2011. године у општини је живело 217 становника, а густина насељености је износила 22,17 становника/km². Општина се простире на површини од 9,79 km². Налази се на средњој надморској висини од 470 метара (максималној 545 m, а минималној 375 m).

## Демографија
| 1962. | 1968. | 1975. | 1982. | 1990. | 1999. | 2011. |
| ----- | ----- | ----- | ----- | ----- | ----- | ----- |
| 121   | 125   | 108   | 142   | 166   | 169   | 217   |

График промене броја становника у току последњих година